# 森廉
森 廉（もり れん、1987年8月18日 - ）は、日本の俳優。
神奈川県厚木市出身。身長168cm。体重60kg。血液型B型。靴のサイズ：25.5cm - 26cm。東宝芸能所属。
趣味はバスケットボールとパソコン操作。

## 略歴
当初は劇団ひまわりに所属し『お金がない!』（1994年）など多数のテレビドラマに子役として出演、活躍した。
厚木市立睦合東中学校への進学を機に一時活動を控えたが、2004年の東宝芸能への移籍を機に俳優活動を再開する。
その後、青山学院大学経営学部に進学。在学中は2009年度の学業奨励賞を受賞するなど学業と芸能活動を両立し、2010年3月に卒業した。

## 出演

### テレビドラマ
- 奇妙な夜（1992年、TBS） - 沢野大 役
- 家栽の人 第7話（1993年2月18日、TBS）
- RUN（1993年10月 - 12月、TBS） - ダイスケ 役
- 出逢った頃の君でいて（1994年4月 - 6月、日本テレビ） - 三輪雅彦 役
- お金がない!（1994年7月 - 9月、フジテレビ） - 萩原浩 役
- 世にも奇妙な物語（フジテレビ）
  - 世にも奇妙な物語 秋の特別編「出られない」（1994年10月10日） - 田舎の子供 役
  - 世にも奇妙な物語 2012年 秋の特別編「ヘイトウイルス」（2012年10月6日） - クリタハジメ 役
- ヘルプ!（1995年1月 - 3月、フジテレビ） - 森尾健太 役
- 王様のレストラン 第6話（1995年5月24日、フジテレビ） - 西谷藤吉郎 役
- パパ・サヴァイバル（1995年7月 - 9月、TBS） - 矢島一樹 役
- 木曜の怪談（フジテレビ） - 紺野修平 役
  - 木曜の怪談「怪奇倶楽部（小学生編、中学生編）」（1995年10月 - 1996年9月）
  - 新 木曜の怪談「怪奇倶楽部（学校の七不思議編）」（1996年10月 - 11月）
- 将太の寿司 第3話（1996年、フジテレビ） - たかし 役
- 踊る大捜査線シリーズ（フジテレビ） - 小学生（須川圭一） 役
  - 踊る大捜査線 第1話（1997年1月7日）
  - 歳末特別警戒スペシャル（1997年12月30日）
- P.A. 第5話 チャイナドレス作戦（1998年11月14日、日本テレビ） - 笹本勇太 役
- 走れ公務員! 第6話（1998年11月24日、フジテレビ） - よしき 役
- はみだし刑事情熱系 PART3 最終回スペシャル（1999年3月24日、テレビ朝日） - 圭祐 役
- クリスマススペシャル〜21世紀に残したい名作童話〜 第一話「勇気を出して」（1999年12月、日本テレビ） - 主演・とおる 役
- シンデレラは眠らない（2000年1月 - 3月、日本テレビ） - 岡田徹 役
- ショカツ 第8話（2000年5月30日、関西テレビ・フジテレビ系） - 武智優真 役
- 20歳の結婚 第9話（2000年8月31日、TBS） - 篤 役
- フレーフレー人生!（2001年7月 - 9月、よみうりテレビ・日本テレビ系） - 大杉真 役
- NHK金曜時代劇「平岩弓枝のお美也」第4話（2002年4月26日、NHK） - 佐藤杜之介 役
- 水曜プレミア「夜回り先生」（2004年10月27日、TBS） - ヒロシ 役
- にんげんだもの〜相田みつを物語〜（2004年12月11日、テレビ朝日） - 相田幸夫 役
- H2〜君といた日々（2005年1月 - 3月、TBS） - 柳守道 役
- マイ☆ボス マイ☆ヒーロー（2006年7月 - 9月、日本テレビ） - 安原正 役
- セーラー服と機関銃（2006年10月 - 11月、TBS） - 森蘭丸 役
- 硫黄島〜戦場の郵便配達〜（2006年12月9日、フジテレビ） - 斎藤健 役
- 月曜ゴールデン「ご近所探偵・五月野さつき」シリーズ（計4作）（2007年 - 2009年、TBS） - 五月野牧人 役
- パズル（2007年1月 - 2月、テレビ朝日） - 舛谷健介 役
- パパとムスメの7日間 第1話・第2話（2007年7月 - 8月、TBS） - 山脇優司 役
- ママの神様 第26話（2008年6月9日、TBS） - 木下春夫 役
- チーム・バチスタの栄光 第3話（2008年10月28日、関西テレビ・フジテレビ系） - 井上浩 役
- これでいいのだ!!赤塚不二夫伝説（2008年11月1日、フジテレビ） - 五十嵐隆夫 役
- 日本史サスペンス劇場 悲劇の女2時間スペシャル「天城山心中」（2008年11月12日、NTV系） - 大久保武道 役
- 炎神戦隊ゴーオンジャー 第42話（2008年12月7日、テレビ朝日） - 湯島学 役
- サマヨイザクラ（2009年5月30日、フジテレビ） - 茂の息子 役
- 科捜研の女第10シリーズ第5話（2010年8月12日、テレビ朝日） - 日下部真治 役
- 明日の光をつかめ2（2011年8月、東海テレビ・フジテレビ） - 西川孝弘 役
- 蜜の味〜A Taste Of Honey〜（2011年10月 - 12月、フジテレビ） - 滝ノ原幸一 役
- 月曜ゴールデン「警視庁機動捜査隊2162・危険な女たち」（2011年10月31日、TBS） - 伊藤真治 役
- ティーンコート（2012年1月 - 3月、日本テレビ） - 磯貝勇人 役
- スープカレー（2012年4月 - 6月、HBC・TBS系） - 若月健雄 役
- 新・おみやさん 第5話（2012年5月17日、テレビ朝日） - 房田春雄 役
- ビギナーズ!（2012年7月 - 9月、TBS） - 恩田雄一 役
- ドラマWスペシャル 『尾根のかなたに〜父と息子の日航機墜落事故〜』前編・後編（2012年10月7日・14日、WOWOW） - 上杉伸二 役
- モメる門には福きたる（2013年1月 - 3月、東海テレビ） - 土屋貞九朗 役
- ぶっせん（2013年7月 - 9月、TBS） - 徳永厚治 役
- BS1スペシャル 幻の祝祭〜1940東京オリンピック物語〜（2013年12月29日、NHK BS1） - 山下勝 役
- 株価暴落（2014年10月 - 11月、WOWOW） - 山崎信夫 役
- 赤と黒のゲキジョー「前科ありの女たち」（2014年11月28日、フジテレビ）
- 連続企業爆破テロ 40年目の真実（2015年5月22日、フジテレビ） - 片岡利明 役
- 日本のヴァイオリン王〜名古屋が生んだ世界のマエストロ 鈴木政吉物語〜（2016年2月14日、東海テレビ） - 鈴木二三雄 役
- 金曜プレミアム「十津川刑事の肖像10・悪女」（2016年7月29日、フジテレビ） - 相良拓海 役
- 月曜名作劇場「警視庁南平班〜七人の刑事〜10」（2017年5月15日、TBS） - 里中雅晴 役
- マッサージ探偵ジョー 第11話（2017年6月25日、テレビ東京）
- 日曜ワイド「司法教官・穂高美子6」（2017年10月1日、テレビ朝日） - 吉沢雄一 役
- ボイス 110緊急指令室 第3話（2019年7月27日、日本テレビ） - 大森茂之 役
- 悪魔の手毬唄〜金田一耕助、ふたたび〜（2019年12月21日、フジテレビ） - 仁礼勝平 役
- 恋はつづくよどこまでも 第3話・第4話（2020年1月28日・2月4日、TBS） - 田沢伸 役
- 探偵☆星鴨 第3話、第6話、第8話 - 最終話（2021年5月11日、6月1日、6月15日 - 29日、日本テレビ） - 黒谷毅 役[3]
- インビジブル 第8話（2022年6月3日、TBS） - 佐々岡 役
- 無用庵隠居修行6（2022年9月20日、BS朝日） - 佐藤平助 役

### 映画
- 不撓不屈（2006年6月17日公開、角川ヘラルド映画）
- ラフ ROUGH（2006年8月26日公開、東宝） - 久米勝 役
- クローズZERO（2007年10月27日公開、東宝）
- ビルと動物園（2008年7月19日公開、アートポート） - 修治 役
- 真夏のオリオン（2009年6月13日公開、東宝）
- 風が強く吹いている（2009年10月31日公開、松竹） - 岩倉雪彦（ユキ） 役
- 踊る大捜査線 THE MOVIE3 ヤツらを解放せよ! （2010年7月3日公開、東宝） - 須川圭一 役
- 岳－ガク－ （2011年5月7日公開、東宝） - 青木誠 役
- ギャルバサラ　-戦国時代は圏外です-（2011年11月26日公開、角川映画） - 卓也 役
- あんてるさんの花（2012年6月16日公開、ムサシノ吉祥寺で映画を撮ろう！）
- シン・ゴジラ（2016年7月29日公開、東宝） - 避難民 役[4][1]
- 海賊とよばれた男（2016年12月10日公開、東宝） - 日承丸・乗組員 役
- 変な家（2024年3月15日公開、東宝） - 宮江恭一 役

### ネットドラマ
- TOKYO PROM QUEEN（2008年5月 - ） - ユウ 役

### CM
- ハウス食品「こくまろ」

### テレビ出演
- ライオンのごきげんよう（2011年10月13日・14日・17日、フジテレビ）

### ミュージック・ビデオ
- 真野恵里菜「黄昏交差点」